# Léon Rosenfeld

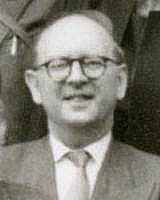
Léon Rosenfeld
Kopenhagen 1963

Léon Rosenfeld (* 14. August 1904 in Charleroi; † 23. März 1974) war ein belgischer theoretischer Physiker.

## Leben und Wirken
Rosenfeld wurde 1904 als Sohn eines Ingenieurs in Charleroi, Belgien, geboren. Er promovierte 1926 an der Universität Lüttich und war danach ab 1926 in Paris (bei Louis de Broglie, Léon Brillouin, Paul Langevin), von 1927 bis 1929 in Göttingen bei Max Born sowie 1929/30 in Zürich bei Wolfgang Pauli. Von 1930 bis 1941 war er Professor für theoretische Physik in Lüttich, hielt sich aber häufig in Kopenhagen bei Niels Bohr auf. 1940 wurde er der Nachfolger von George Uhlenbeck in Utrecht, konnte die Professur aber wegen der deutschen Besatzung und ihrer antisemitischen Politik nicht antreten. Nach dem Krieg war er wieder Professor in Utrecht und von 1947 bis 1958 in Manchester. Danach war er bis zu seinem Tod 1974 am 1957 auf Initiative von Bohr gegründeten Nordita-Institut in Kopenhagen. Rosenfeld war dort wie schon ab 1930 enger Mitarbeiter von Niels Bohr. 1955 bis 1974 war er Haupt-Herausgeber der Zeitschrift „Nuclear Physics“.
Rosenfeld beschäftigte sich u. a. mit den Unschärferelationen und den Messprozess in der Quantenelektrodynamik (mit Bohr 1933), mit statistischer Mechanik, Kernphysik und insbesondere Kernreaktionen, Wissenschaftsgeschichte und Grundlagen der Quantenmechanik.
1949 erhielt er den Francqui-Preis. Seit 1959 war er Mitglied der Königlichen Akademie von Belgien.

## Schriften
- Nuclear Forces, Interscience 1948
- mit Niels Bohr: Zur Frage der Messbarkeit der Elektromagnetischen Feldgrössen, Kgl. Danske Videnskab. Selskab Mat.-Fys. Medd. Bd. 12, 1933, 8 (PDF)
- mit Niels Bohr: Field and Charge Measurements in Quantum Electrodynamics, Physical Review, Bd. 78, 1950, S. 794
- Nuclear reminiscences, in F.Reines (Hrsg.) Cosmology, Fusion and other Matters 1972 (George Gamow Volume)